# Нанкпайсоим (приток Охтьюгана)
Нанкпайсоим (устар. Нанг-Пай-Соим) — река в России, протекает по территории Ханты-Мансийского района Ханты-Мансийского автономного округа. Длина реки — 12 км.
Начинается среди обширного глубокого (более 2 метров) болота в непосредственной близости от южного берега залива озера Мозымъёхлор, лежащего на высоте 100,3 метра над уровнем моря. От истока течёт на юго-запад через сосново-лиственничный лес. Устье реки находится в 54 км по правому берегу реки Охтьюган на высоте немногим более 63,4 метра над уровнем моря.
Название реки происходит из хантыйского языка и означает «ручей лиственничной сопки».

## Данные водного реестра
По данным государственного водного реестра России относится к Верхнеобскому бассейновому округу, водохозяйственный участок реки — Обь от города Нефтеюганск до впадения реки Иртыш, речной подбассейн реки — Обь ниже Ваха до впадения Иртыша. Речной бассейн реки — (Верхняя) Обь до впадения Иртыша.
Код объекта в государственном водном реестре — 13011100212115200051380.